# Ministero per lo sviluppo della periferia, del Negev e della Galilea
Il Ministero per lo sviluppo della periferia, del Negev e della Galilea (in ebraico: הַמִּשְׂרָד לְפִּיתּוּחַ הַפֶּרִיפֶרְיָה, הַנֶּגֶב וְהַגָּלִיל, HaMisrad LeFitu'ah HaPeriferya, HaNegev VeHaGalil) è un dicastero del governo israeliano. Istituito nel gennaio 2005, l'attuale ministro è Oded Forer di Yisrael Beiteinu.
In passato c'era anche un ministro dello sviluppo. Tuttavia, questo incarico è stato sostituito negli anni '70 dal ministro dell'energia e delle infrastrutture (oggi ministro delle infrastrutture nazionali).

## Ministri
| # | Immagine | Ministro                 | Partito          | Governo                     | Inizio          | Fine           |
| - | -------- | ------------------------ | ---------------- | --------------------------- | --------------- | -------------- |
| 1 |          | Shimon Peres (1923–2016) | Kadima           | Olmert                      | 10 gennaio 2006 | 13 giugno 2007 |
| 2 |          | Yaakov Edri (1950–)      | Kadima           | Olmert                      | 4 luglio 2007   | 31 marzo 2009  |
| 3 |          | Silvan Shalom (1958–)    | Likud            | Netanyahu II, Netanyahu III | 31 marzo 2009   | 14 maggio 2015 |
| 4 |          | Aryeh Deri (1959–)       | Shas             | Netanyahu IV, Netanyahu V   | 14 maggio 2015  | 13 giugno 2021 |
| 5 |          | Oded Forer (1977–)       | Yisrael Beiteinu | Bennett-Lapid               | 13 giugno 2021  |                |

### Viceministri
| # | Immagine | Ministro           | Partito | Governo      | Inizio        | Fine          |
| - | -------- | ------------------ | ------- | ------------ | ------------- | ------------- |
| 1 |          | Ayoob Kara (1955–) | Likud   | Netanyahu II | 31 marzo 2009 | 18 marzo 2013 |